# 苫小牧ケーブルテレビ
苫小牧ケーブルテレビ（とまこまいケーブルテレビ）は、北海道苫小牧市にあるケーブルテレビ局。

## 概要
1989年に苫小牧市内で有線放送を運営していた「苫小牧音楽放送」により苫小牧市内でのケーブルテレビ事業が開始され、「苫小牧ケーブルテレビ」の愛称でサービスを展開。音楽放送時代はピークの1997年に1500世帯が加入するもWOWOWの普及やスカイパーフェクTVの料金値下げにより2005年時点では600世帯に減少し施設老朽化や地上波デジタル化への対応が困難となり、2005年よりTikiTikiインターネットを運営する「エヌディエス」子会社のニューデジタルケーブル株式会社（本社：花巻ケーブルテレビ内）が事業を譲受し運営している。ニューデジタルケーブルへの移管後2010年には音楽放送時代のピークを上回る3,500世帯の加入を数えた。

## 沿革
- 1989年11月5日 - 苫小牧音楽放送がケーブルテレビ事業を開始、当初は新明町から澄川町付近までを営業区域とし地上波7チャンネル・衛星放送2チャンネルと音楽・ラジオの音声放送9チャンネル合わせ18チャンネルを提供[1]。
- 1990年 - スターチャンネル・CNN等CS放送9チャンネルを追加[7]。
- 1998年8月 - 自主制作番組を開始[2]。
- 2005年
  - 2月 - 苫小牧音楽放送がCATV事業撤退を決定[3]。
  - 3月3日 - エヌディエスへの事業譲渡を合意[4]。
  - 3月19日 - エヌディエス子会社のファーストコムへのCATV事業譲渡を北海道総合通信局が認可[8]。
- 2006年6月1日 - 自主制作番組を再開[5]。
- 2010年3月1日 - KDDIとの提携によるケーブルプラス電話サービスを開始[9]。
- 2011年2月10日 - しらかば町のスタジオ・制作部門事務所と北光町の営業事務所を日新町の新事務所に集約移転[10]。

## 所在地
- 北海道苫小牧市日新町2丁目7-33（〒053-0833）[11]

## サービスエリア
- 北海道苫小牧市
  - 有珠の沢町
  - 柏木町
  - 川沿町
  - 桜木町
  - 桜坂町
  - しらかば町
  - 澄川町
  - ときわ町
  - 豊川町
  - 日新町
  - はまなす町1丁目
  - 明野新町
  - 泉町
  - 三光町
  - 新明町4・5丁目（一部）
  - 日の出町
  - 美園町
  - 柳町4丁目（一部）
  - 新開町1丁目
  - 明野元町
  - 拓勇西町1～6丁目
  - 拓勇東町
  - 沼ノ端（一部）

## 主な放送チャンネル

### テレビ局
| デジタル  | 放送局                     |
| --------- | -------------------------- |
| TV011-013 | HBC北海道放送              |
| TV021-023 | NHK室蘭Eテレ               |
| TV031-032 | NHK室蘭総合                |
| TV051-053 | STV札幌テレビ放送          |
| TV061-063 | HTB北海道テレビ放送        |
| TV071-073 | TVhテレビ北海道            |
| TV081-082 | UHB北海道文化放送          |
|           | QVC                        |
| 111       | とまこまいチャンネル       |
|           | GAORA                      |
| BS101-102 | NHK BS                     |
| BS141-143 | BS日テレ                   |
| BS151-153 | BS朝日                     |
| BS161-163 | BS-TBS                     |
| BS171-173 | BSテレ東                   |
| BS181-183 | BSフジ                     |
| BS191-193 | WOWOW                      |
| BS200     | BS10                       |
| BS201     | BS10スターチャンネル       |
| BS211     | BS11                       |
| BS222     | TwellV（トゥエルビ）       |
| BS231-232 | 放送大学                   |
| BS260     | J:COM BS                   |
| BS265     | BSよしもと                 |
| BS4K101   | NHK BSプレミアム4K         |
| BS8K102   | NHK BS8K                   |
| BS4K141   | BS日テレ 4K                |
| BS4K151   | BS朝日 4K                  |
| BS4K161   | BS-TBS 4K                  |
| BS4K171   | BSテレ東 4K                |
| BS4K181   | BSフジ 4K                  |
| BS4K211   | ショップチャンネル 4K      |
| BS4K221   | 4K QVC                     |
| 710       | ショップチャンネル         |
| 721       | フジテレビTWO              |
| 722       | 旅チャンネル・MONDO TV     |
| 725       | LaLa TV                    |
| 728       | フジテレビNEXT             |
| 734       | スカイ・A                  |
| 737       | ゴルフネットワーク         |
| 739       | フジテレビONE              |
| 751       | ファミリー劇場             |
| 752       | 日本映画専門チャンネル     |
| 753       | 時代劇専門チャンネル       |
| 754       | Dlife                      |
| 755       | スーパー!ドラマTV          |
| 756       | ムービープラス             |
| 759       | ザ・シネマ4K               |
| 763       | 衛星劇場                   |
| 764       | 東映チャンネル             |
| 770       | スペースシャワーTV         |
| 781       | キッズステーション         |
| 782       | アニマックス               |
| 790       | 日経CNBC                   |
| 796       | ディスカバリーチャンネル   |
| 797       | アニマルプラネット         |
| 798       | ヒストリーチャンネル       |
| 799       | ナショナルジオグラフィック |
| 810       | グリーンチャンネル         |
| 811       | グリーンチャンネル2        |
| 812       | SPEEDチャンネル            |
| 950       | プレイボーイチャンネル     |
| 951       | レインボーチャンネル       |
| 952       | ミッドナイトブルー         |
| 953       | パラダイステレビ           |
| 954       | ピンクチェリー             |
| 700       | えんてれ                   |

- デジタルTVはJC-HITSを使用している。
- 地上デジタルテレビジョン放送は同一周波数パススルー方式のため、地上デジタル対応テレビまたはチューナであれば視聴可能
- BSデジタル放送は同一周波数パススルー方式のため、BSデジタル対応テレビまたはチューナであれば視聴可能
- 苫小牧中継局を受信した再送信を行っていたのが、2015年3月16日まで